# Erik Koch
Erik Koch (Cedar Rapids, 4 ottobre 1988) è un lottatore di arti marziali miste statunitense.
Combatte nella categoria dei pesi leggeri per l'organizzazione UFC.
Nel 2011 venne indicato da MMARanked.com come il 40-esimo miglior prospetto delle MMA.

## Carriera nelle arti marziali miste

### Inizi
Erik Koch ha un passato da precoce lottatore: già all'età di quattro anni praticava taekwondo e prima dei 14 anni entrò nel mondo delle arti marziali miste grazie anche al fratello maggiore Keoni, con il quale aprì una palestra di MMA.
Il debutto nel professionismo avvenne nel 2007 a soli 18 anni nella promozione Mainstream MMA.
Nei primi due anni Koch combatté in organizzazioni locali dell'Iowa, mettendo a segno un record di 8-0 e sconfiggendo anche futuri atleti dell'UFC come TJ O'Brien ed Eric Wisely.

### World Extreme Cagefighting e Strikeforce
Nel dicembre 2009 Koch esordisce nell'organizzazione WEC, considerata al tempo la più prestigiosa degli Stati Uniti per la categoria dei pesi piuma.
Il primo match è vittorioso contro Jameel Massouh, lottatore che vantava ben 27 incontri da professionista alle spalle.
Nel 2010 Koch inciampa nella prima sconfitta della sua carriera, una sconfitta ai punti per mano di Chad Mendes, lottatore che negli anni a venire si rivelerà come uno dei più forti pesi piuma di arti marziali miste del tempo.
Si rifà nei successivi due incontri a spese del francese Bendy Casimir (sottomissione) e di Francisco Rivera (KO tecnico), che sostituì Josh Grispi in quanto quest'ultimo passò al roster UFC.

### Ultimate Fighting Championship
Nel 2011 con l'acquisto della WEC da parte dell'UFC Erik Koch entra a far parte del roster dell'organizzazione guidata da Dana White.
Esordisce il 19 marzo 2011 con una vittoria per KO al primo round contro Raphael Assunção, lottatore che durante il periodo in WEC era considerato uno dei primi 10 nella sua categoria di peso; oltretutto in quell'incontro Koch sostituiva l'infortunato Manvel Gamburyan, e si trattò del recupero di un incontro che Koch avrebbe dovuto lottare contro Cub Swanson, ma saltò per infortunio di quest'ultimo.
Successivamente porta a 13 il numero di vittorie in carriera vincendo ai punti contro Jonathan Brookins, vincitore della dodicesima edizione del reality show The Ultimate Fighter.
Nel 2012 avrebbe dovuto affrontare Dustin Poirier all'evento UFC 143: Diaz vs. Condit ma Koch si infortunò e saltò la sfida.
Tornò dall'infortunio e con sua grande sorpresa venne scelto per sfidare il campione in carica José Aldo per il titolo dei Pesi Piuma UFC, in quanto il probabile primo contendente Hatsu Hioki decise di voler combattere almeno un altro incontro prima di lottare per la cintura; nel giugno 2012 però José Aldo si infortunò e di conseguenza l'incontro venne posticipato ad ottobre e spostato in Brasile; successivamente anche Koch s'infortunò e venne definitivamente sostituito con Frankie Edgar nella sfida per il titolo.
Tornò a combattere nel 2013 nella sfida contro il top fighter Ricardo Lamas, match che potenzialmente avrebbe designato un nuovo contendente al titolo: Koch subì la seconda sconfitta nella propria carriera subendo un tremendo ground and pound da parte dell'avversario durante il secondo round.
Lo stesso anno venne sconfitto anche dal numero 7 dei ranking UFC Dustin Poirier con una meritata decisione unanime dei giudici di gara, uscendo dal top 10 dei ranking UFC in una divisione sempre più fitta di nuovi talenti.
Nel 2014, quando era ancora tra i primi 10 contendenti della sua divisione di peso, Koch prende la decisione di salire nei pesi leggeri in quanto il taglio del peso per rientrare nei piuma si faceva sempre più difficile; esordì in febbraio con una veloce vittoria per KO tecnico contro Rafaello Oliveira.
In maggio affrontò lo spettacolare taekwondoka Daron Cruickshank, venendo steso durante il primo round e subendo così un clamoroso upset.
A luglio avrebbe dovuto affrontare Ramsey Nijem. Tuttavia, Koch subì un infortunio e venne sostituito da Andrew Holbrook. Stessa sorte gli toccò a gennaio del 2016, quando doveva affrontare Drew Dober all'evento UFC 195; nei primi giorni di dicembre, infatti, subì un ulteriore infortunio.
Il 29 maggio doveva scontrarsi con Joe Proctor. Tuttavia, Proctor venne rimosso dalla card il 21 aprile per infortunio e al suo posto venne inserito Shane Campbell. Dopo 2 minuti dall'inizio del secondo round, Koch riuscì ad ottenere una splendida vittoria per sottomissione applicando la rear-naked choke.
Il match contro Drew Dober venne riorganizzato per il 10 settembre del 2016, all'evento UFC 203. Tuttavia, l'11 agosto, Koch venne rimosso nuovamente dall'incontro a causa di un infortunio; al suo posto venne inserito Jason Gonzales.
Koch doveva affrontare Tony Martin, il 15 gennaio del 2017. Tuttavia, Koch subì un altro infortunio il 12 dicembre e venne quindi rimpiazzato da Alex White.

### Risultati nelle arti marziali miste
| Risultato | Record | Avversario        | Metodo                                 | Evento                                   | Data              | Round | Tempo | Città                        | Note                  |
| --------- | ------ | ----------------- | -------------------------------------- | ---------------------------------------- | ----------------- | ----- | ----- | ---------------------------- | --------------------- |
| Vittoria  | 15-4   | Shane Campbell    | Sottomissione (rear-naked choke)       | UFC Fight Night: Almeida vs. Garbrandt   | 29 maggio 2016    | 2     | 3:02  | Las Vegas, Stati Uniti       |                       |
| Sconfitta | 14-4   | Daron Cruickshank | KO Tecnico (calcio alla testa e colpi) | UFC Fight Night: Brown vs. Silva         | 10 maggio 2014    | 1     | 3:21  | Cincinnati, Stati Uniti      |                       |
| Vittoria  | 14-3   | Rafaello Oliveira | KO Tecnico (pugni)                     | UFC 170: Rousey vs. McMann               | 22 febbraio 2014  | 1     | 1:24  | Las Vegas, Stati Uniti       | Passa ai Pesi Leggeri |
| Sconfitta | 13-3   | Dustin Poirier    | Decisione (unanime)                    | UFC 164: Henderson vs. Pettis            | 31 agosto 2013    | 3     | 5:00  | Milwaukee, Stati Uniti       |                       |
| Sconfitta | 13-2   | Ricardo Lamas     | KO Tecnico (gomitate e pugni)          | UFC on Fox: Johnson vs. Dodson           | 26 gennaio 2013   | 2     | 2:32  | Chicago, Stati Uniti         |                       |
| Vittoria  | 13–1   | Jonathan Brookins | Decisione (unanime)                    | UFC Fight Night: Shields vs. Ellenberger | 17 settembre 2011 | 3     | 5:00  | New Orleans, Stati Uniti     |                       |
| Vittoria  | 12–1   | Raphael Assunção  | KO (pugno)                             | UFC 128: Shogun vs. Jones                | 19 marzo 2011     | 1     | 2:32  | Newark, Stati Uniti          | Debutto in UFC        |
| Vittoria  | 11–1   | Francisco Rivera  | KO Tecnico (calcio alla testa e pugni) | WEC 52: Faber vs. Mizugaki               | 11 novembre 2010  | 1     | 1:36  | Las Vegas, Stati Uniti       |                       |
| Vittoria  | 10–1   | Bendy Casimir     | Sottomissione (triangolo)              | WEC 49: Varner vs. Shalorus              | 20 giugno 2010    | 1     | 3:01  | Edmonton, Canada             |                       |
| Sconfitta | 9–1    | Chad Mendes       | Decisione (unanime)                    | WEC 47: Bowles vs. Cruz                  | 6 marzo 2010      | 3     | 5:00  | Columbus, Stati Uniti        |                       |
| Vittoria  | 9–0    | Jameel Massouh    | Decisione (unanime)                    | WEC 45: Cerrone vs. Ratcliff             | 19 dicembre 2009  | 3     | 5:00  | Las Vegas, Stati Uniti       | Debutto in WEC        |
| Vittoria  | 8–0    | Tom Ahrens        | Sottomissione (rear naked choke)       | Midwest Cage Championships 20            | 17 aprile 2009    | 2     | 3:13  | West Des Moines, Stati Uniti |                       |
| Vittoria  | 7–0    | Will Shutt        | Sottomissione (rear naked choke)       | Midwest Cage Championships 20            | 17 aprile 2009    | 2     | 3:33  | West Des Moines, Stati Uniti |                       |
| Vittoria  | 6–0    | Joe Pearson       | Sottomissione (triangolo)              | Mainstream MMA 9: New Era                | 8 aprile 2008     | 1     | 3:00  | Cedar Rapids, Stati Uniti    |                       |
| Vittoria  | 5–0    | Eric Wisely       | Decisione (unanime)                    | Mainstream MMA 7: Vengeance              | 20 ottobre 2007   | 3     | 5:00  | Cedar Rapids, Stati Uniti    |                       |
| Vittoria  | 4–0    | TJ O'Brien        | Sottomissione (armbar)                 | Mainstream MMA 6: Evolution              | 14 luglio 2007    | 1     | 0:42  | Dubuque, Stati Uniti         |                       |
| Vittoria  | 3–0    | Tyler Combs       | KO Tecnico (pugni)                     | Xtreme Fighting Organization 17          | 2 giugno 2007     | 1     | 2:37  | Crystal Lake, Stati Uniti    |                       |
| Vittoria  | 2–0    | Micah Washington  | Sottomissione (armbar)                 | Mainstream MMA 5: Heavy Duty             | 10 febbraio 2007  | 1     | -     | Cedar Rapids, Stati Uniti    |                       |
| Vittoria  | 1–0    | Prentiss Wolf     | Sottomissione (rear naked choke)       | Mainstream MMA 4: Epic                   | 6 gennaio 2007    | 1     | 2:30  | Cedar Rapids, Stati Uniti    |                       |